# مییپیتیا
مییپیتیا (به لاتین: Meepitiya) یک منطقهٔ مسکونی در سری‌لانکا است که در استان مرکزی (سری‌لانکا) واقع شده‌است.